# 全日本選手権競走
全日本選手権競走（ぜんにほんせんしゅけんきょうそう）は、ボートレースのSG競走の1つ。通称「ボートレースダービー（BOAT RACE DERBY）」。2014年度より現在の通称名称になる。「ダービー」や「BD」とも称される。

## 概要
本競走は、ボートレースで最も古い伝統と格式を持ち、グレード制やSGが制定される前から続く大会である。ダービーと称される公営競技では、中央競馬の「日本ダービー（東京優駿）」に次いで古い。
正式名称は「全日本選手権競走」で、2001年より下付賞は国土交通大臣旗である。優勝選手には優勝旗（国土交通大臣賞）とダービージャケットが贈られる。優勝賞金は2024年より4200万円。正賞は他に主催者市長賞、日本財団会長賞、全国モーターボート競走施行者協議会会長賞、日本モーターボート競走会会長賞が授与される。なお優勝戦出走者にはBOAT RACE振興会よりメダルが授与される。
2014年からは5大SG競走GRANDE5の第4戦に位置付けられている。

### 出場資格
出典
選考期間は開催前年の8月1日から、開催年の7月31日まで。
- 優先出場

前年度優勝者
前年のグランプリの優勝戦出場者（6名）
直前のSG競走であるボートレースメモリアルの優勝者
- 選考期間内での勝率上位選手

勝率が並んだ場合は着順点上位者から順に選出
※優先出場選手以外は、開催年の後期A1級（審査期間は前年11月から当年4月で90走以上が必要）であることと、160走以上の出走回数が必要である。
- 選出除外・出場取消
  - 前々回（前々年）のボートレースダービーから開催年のボートレースメモリアルのSG優勝戦で選手責任事由によるスタート事故を起こした選手。
  - 前回（前年）のボートレースダービーから開催年のボートレースメモリアルのSG準優勝戦で選手責任事由によるスタート事故を起こした選手。
  - 前年のグランプリ（トライアル1st・2nd・順位決定戦）で選手責任事由によるスタート事故を起こした選手。
  - 負傷・病気による出場辞退があった場合。
  - 選考期間から前検日までに褒賞懲戒規程による出場停止処分を受けた選手。

## 歴史
第1回大会は1953年11月7日 - 10日に若松競艇場で開催された（優勝選手 登録番号52 友永慶近）。
第2回大会まで優勝戦は、8艇立て競走だった。
正式名称と下付賞は、第1回大会より「運輸大臣旗争奪 全日本モーターボート選手権競走」であったが、1998年に福岡競艇場で開催された第45回大会より正式名称が｢全日本選手権競走」となり、さらに2001年に常滑競艇場で開催された第48回大会より下付賞が｢国土交通大臣旗」となった。
2001年の第48回大会から2006年の第53回大会までは10月の最終週または10月から11月の月跨ぎで開催されたが、2007年の第54回大会からは2011年の第58回大会までは優勝戦当日が体育の日となるように10月上旬の開催となった。なお、体育の日はハッピーマンデーとなっているので水曜日から始まって月曜日で終わる変則開催となっていた。しかし、2012年の第59回大会より再度開催期間を元に戻している。
2014年の第61回大会から優勝戦で上位3位までに入るとメダル授与が行われるようになり、2015年の第62回大会から優勝戦出場選手に対してメダル授与が行われるようになった（ただしスタート事故があった場合を除く）。
2016年の第63回大会では平山智加が63年の歴史で初めての女子ボートレーサーによるSG大会のドリーム戦・1号艇を手にした。

## エピソード
- 1953年の第1回大会で早速女子ボートレーサーが出場。出場者は初の女子ボートレーサーであった則次千恵子、渕崎栄子、中村弘子。
- 1961年の第8回大会は現在SG競走の開催回数が最も多い住之江競艇場で開催された初めてのSGであった。
- 1958年の第5回大会は江戸川競艇場で開催された唯一のSG競走である。
- 1967年（昭和42年）、尼崎競艇場で開催された第14回大会では10月5日の大会初日にフライング8件、出遅れ2件、レース中の事故で負傷したボートレーサー1名と事故が多発。また10月10日の優勝戦において5艇のフライングにより競走不成立となった[7]。
- 2009年（平成21年）に尼崎競艇場で開催された第56回大会の第2日目は台風18号の影響で中止・順延となった。これにより優勝戦日は異例の平日ファイナルとなった。SG競走の台風等による荒天順延は2005年、桐生競艇場での開催となった第10回オーシャンカップ競走以来4年ぶり。
- 2010年、第57回大会では本競走初のナイター開催になった[8]。
- 2013年（平成25年）、平和島競艇場で開催された第60回大会の第2日目も台風26号により中止・順延となり、優勝戦は平日である10月21日に開催された。SGの中止順延は前述の2009年の第56回大会以来4年ぶり[9]。
- 2014年（平成26年）、常滑競艇場で開催された第61回大会は初日が台風19号に伴い中止・順延となり優勝戦は10月20日に行われた。
- 2020年（令和2年）、新型コロナウイルス（COVID-19）の感染拡大防止の為、開催地・大村競艇場が立地する長崎県内及び佐賀県内の在住者を対象とした事前抽選による入場制限付きで開催[10]。
- 2021年（令和3年）、新型コロナウイルス（COVID-19）の感染拡大防止の為、開催地・平和島競艇場が立地する東京都内の在住者を対象とした事前抽選による入場制限付きで開催[11]。

## 歴代優勝者
出典はボートレースオフィシャルWEBにあるボートレースダービーの各回ページより。
| 回数 | 開催年             | 優勝戦日 | 開催場 | ボート   | 優勝者     | 優勝者   | 優勝者 | 優勝者        | 優勝者 | 優勝者 | 優勝者     |
| 回数 | 開催年             | 優勝戦日 | 開催場 | ボート   | 選手名     | 登録番号 | 年齢   | 住所 所属支部 | 枠番   | コース | 決まり手   |
| ---- | ------------------ | -------- | ------ | -------- | ---------- | -------- | ------ | ------------- | ------ | ------ | ---------- |
| 1    | 1953年（昭和28年） | 11月10日 | 若松   | ランナー | 友永慶近   | 52       | 25     | 長崎          | 6      | -      | 恵まれ     |
| 2    | 1954年（昭和29年） | 11月30日 | 徳山   | ハイドロ | 松尾勝     | 247      | 28     | 福岡          | 5      | -      | まくり     |
| 3    | 1955年（昭和30年） | 11月23日 | 福岡   | ハイドロ | 村田吉広   | 308      | 27     | 滋賀          | 5      | -      | まくり     |
| 4    | 1956年（昭和31年） | 11月5日  | 浜名湖 | ハイドロ | 中西勉     | 177      | 29     | 香川          | 3      | -      | 逃げ       |
| 5    | 1958年（昭和33年） | 8月6日   | 江戸川 | ハイドロ | 三津川要   | 13       | 26     | 滋賀          | 4      | 2      | 逃げ       |
| 6    | 1959年（昭和34年） | 11月25日 | 福岡   | ハイドロ | 深川功     | 1216     | 33     | 東京          | 4      | 6      | まくり     |
| 7    | 1960年（昭和35年） | 11月13日 | 若松   | ハイドロ | 草川祐馬   | 370      | 29     | 大阪          | 5      | 2      | 逃げ       |
| 8    | 1961年（昭和36年） | 8月6日   | 住之江 | ハイドロ | 倉田栄一   | 318      | 29     | 三重          | 4      | 1      | 逃げ       |
| 9    | 1962年（昭和37年） | 11月6日  | 平和島 | ハイドロ | 長谷部義一 | 483      | 38     | 和歌山        | 2      | 2      | 逃げ       |
| 10   | 1963年（昭和38年） | 11月5日  | 住之江 | ハイドロ | 歌谷博     | 284      | 35     | 香川          | 5      | 2      | 抜き       |
| 11   | 1964年（昭和39年） | 7月20日  | 平和島 | ハイドロ | 北原友次   | 1481     | 24     | 岡山          | 5      | 1      | 逃げ       |
| 12   | 1965年（昭和40年） | 9月7日   | 住之江 | ハイドロ | 長瀬忠義   | 1284     | 40     | 広島          | 4      | 3      | 差し       |
| 13   | 1966年（昭和41年） | 9月6日   | 住之江 | ハイドロ | 芹田信吉   | 1126     | 33     | 福岡          | 1      | 5      | まくり     |
| 14   | 1967年（昭和42年） | 10月10日 | 尼崎   | -        | 不成立     | 不成立   | 不成立 | 不成立        | 不成立 | 不成立 | 不成立     |
| 15   | 1969年（昭和44年） | 3月5日   | 平和島 | ハイドロ | 金子安雄   | 1435     | 30     | 埼玉          | 1      | 4      | 差し       |
| 16   | 1969年（昭和44年） | 12月11日 | 住之江 | ハイドロ | 早川行男   | 1264     | 38     | 静岡          | 5      | 3      | まくり     |
| 17   | 1970年（昭和45年） | 10月6日  | 住之江 | ハイドロ | 中野信次   | 268      | 39     | 福岡          | 6      | 3      | まくり     |
| 18   | 1971年（昭和46年） | 10月5日  | 住之江 | ハイドロ | 鈴木一義   | 1303     | 34     | 東京          | 5      | 6      | 差し       |
| 19   | 1972年（昭和47年） | 10月10日 | 住之江 | ハイドロ | 金子安雄   | 1435     | 33     | 埼玉          | 3      | 4      | 恵まれ     |
| 20   | 1973年（昭和48年） | 10月10日 | 住之江 | ハイドロ | 北原友次   | 1481     | 33     | 岡山          | 1      | 2      | 2周1M抜き  |
| 21   | 1974年（昭和49年） | 10月8日  | 住之江 | ハイドロ | 野中和夫   | 2291     | 30     | 大阪          | 2      | 5      | -          |
| 22   | 1975年（昭和50年） | 10月12日 | 住之江 | ハイドロ | 林通       | 2260     | 26     | 岡山          | 3      | 1      | 逃げ       |
| 23   | 1976年（昭和51年） | 10月12日 | 蒲郡   | ハイドロ | 野中和夫   | 2291     | 32     | 大阪          | 3      | 5      | まくり     |
| 24   | 1977年（昭和52年） | 10月11日 | 福岡   | ハイドロ | 松本進     | 1738     | 35     | 愛知          | 6      | 1      | 逃げ       |
| 25   | 1978年（昭和53年） | 10月10日 | 住之江 | ハイドロ | 松田慎司   | 2444     | 30     | 広島          | 3      | 1      | 抜き       |
| 26   | 1979年（昭和54年） | 11月5日  | 福岡   | ハイドロ | 八尋信夫   | 2108     | 36     | 福岡          | 4      | 4      | まくり     |
| 27   | 1980年（昭和55年） | 10月14日 | 唐津   | ハイドロ | 吉田重義   | 2288     | 31     | 大阪          | 5      | 4      | まくり     |
| 28   | 1981年（昭和56年） | 11月3日  | 浜名湖 | ハイドロ | 村上一行   | 2073     | 36     | 岡山          | 3      | 5      | 2周1M差し  |
| 29   | 1982年（昭和57年） | 10月12日 | 桐生   | ハイドロ | 安部邦男   | 2079     | 35     | 群馬          | 5      | 5      | 2M差し     |
| 30   | 1983年（昭和58年） | 10月12日 | 平和島 | ハイドロ | 林通       | 2260     | 35     | 岡山          | 2      | 4      | 差し       |
| 31   | 1984年（昭和59年） | 10月12日 | 住之江 | ハイドロ | 半田幸男   | 2606     | 35     | 広島          | 6      | 3      | 差し       |
| 32   | 1985年（昭和60年） | 10月29日 | 福岡   | ハイドロ | 彦坂郁雄   | 1515     | 44     | 千葉          | 6      | 1      | 逃げ       |
| 33   | 1986年（昭和61年） | 10月14日 | 桐生   | ハイドロ | 嶋岡孝     | 2510     | 40     | 三重          | 1      | 4      | まくり     |
| 34   | 1987年（昭和62年） | 10月13日 | 平和島 | ハイドロ | 今村豊     | 2992     | 26     | 山口          | 5      | 4      | まくり     |
| 35   | 1988年（昭和63年） | 10月12日 | 多摩川 | ハイドロ | 今村豊     | 2992     | 27     | 山口          | 3      | 5      | まくり     |
| 36   | 1989年（平成元年） | 10月13日 | 住之江 | ハイドロ | 瀬古修     | 1950     | 42     | 三重          | 5      | 3      | まくり     |
| 37   | 1990年（平成2年）  | 10月11日 | 戸田   | ハイドロ | 今村豊     | 2992     | 29     | 山口          | 2      | 5      | 差し       |
| 38   | 1991年（平成3年）  | 10月14日 | 尼崎   | ハイドロ | 原田順一   | 2273     | 41     | 福岡          | 4      | 5      | 差し       |
| 39   | 1992年（平成4年）  | 10月12日 | 平和島 | ハイドロ | 服部幸男   | 3422     | 21     | 静岡          | 4      | 6      | まくり差し |
| 40   | 1993年（平成5年）  | 10月12日 | 戸田   | ハイドロ | 長嶺豊     | 1812     | 49     | 大阪          | 2      | 1      | 逃げ       |
| 41   | 1994年（平成6年）  | 10月12日 | 常滑   | ハイドロ | 植木通彦   | 3285     | 26     | 福岡          | 4      | 4      | まくり差し |
| 42   | 1995年（平成7年）  | 10月10日 | 丸亀   | ハイドロ | 安岐真人   | 1864     | 50     | 香川          | 3      | 2      | 差し       |
| 43   | 1996年（平成8年）  | 10月10日 | 福岡   | ハイドロ | 上瀧和則   | 3307     | 28     | 佐賀          | 5      | 1      | 2周1M抜き  |
| 44   | 1997年（平成9年）  | 10月12日 | 唐津   | ハイドロ | 山崎智也   | 3622     | 23     | 群馬          | 3      | 5      | 差し       |
| 45   | 1998年（平成10年） | 10月11日 | 福岡   | ハイドロ | 濱野谷憲吾 | 3590     | 24     | 東京          | 3      | 5      | まくり     |
| 46   | 1999年（平成11年） | 10月11日 | 戸田   | ハイドロ | 山室展弘   | 3070     | 38     | 岡山          | 4      | 3      | まくり差し |
| 47   | 2000年（平成12年） | 10月9日  | 戸田   | ハイドロ | 池上裕次   | 3245     | 36     | 埼玉          | 1      | 1      | 抜き       |
| 48   | 2001年（平成13年） | 10月28日 | 常滑   | ハイドロ | 滝沢芳行   | 3381     | 33     | 埼玉          | 4      | 3      | まくり     |
| 49   | 2002年（平成14年） | 11月4日  | 平和島 | ハイドロ | 原田幸哉   | 3779     | 27     | 愛知          | 1      | 1      | 逃げ       |
| 50   | 2003年（平成15年） | 11月3日  | 戸田   | ハイドロ | 山崎智也   | 3622     | 29     | 群馬          | 1      | 1      | 逃げ       |
| 51   | 2004年（平成16年） | 10月31日 | 福岡   | ハイドロ | 田頭実     | 3257     | 37     | 福岡          | 1      | 1      | 逃げ       |
| 52   | 2005年（平成17年） | 10月30日 | 津     | ハイドロ | 太田和美   | 3557     | 32     | 奈良          | 1      | 1      | 逃げ       |
| 53   | 2006年（平成18年） | 10月29日 | 福岡   | ハイドロ | 魚谷智之   | 3780     | 30     | 兵庫          | 3      | 3      | まくり差し |
| 54   | 2007年（平成19年） | 10月8日  | 平和島 | ハイドロ | 高橋勲     | 3517     | 39     | 神奈川        | 1      | 1      | 逃げ       |
| 55   | 2008年（平成20年） | 10月13日 | 丸亀   | ハイドロ | 丸岡正典   | 4042     | 29     | 奈良          | 1      | 1      | 抜き       |
| 56   | 2009年（平成21年） | 10月13日 | 尼崎   | ハイドロ | 松井繁     | 3415     | 39     | 大阪          | 1      | 1      | 逃げ       |
| 57   | 2010年（平成22年） | 10月11日 | 桐生   | ハイドロ | 瓜生正義   | 3783     | 34     | 福岡          | 4      | 4      | 差し       |
| 58   | 2011年（平成23年） | 10月10日 | 平和島 | ハイドロ | 池田浩二   | 3941     | 33     | 愛知          | 1      | 1      | 逃げ       |
| 59   | 2012年（平成24年） | 10月28日 | 福岡   | ハイドロ | 丸岡正典   | 4042     | 33     | 奈良          | 2      | 2      | 差し       |
| 60   | 2013年（平成24年） | 10月21日 | 平和島 | ハイドロ | 瓜生正義   | 3783     | 37     | 東京          | 1      | 1      | 逃げ       |
| 61   | 2014年（平成26年） | 10月20日 | 常滑   | ハイドロ | 仲口博崇   | 3554     | 42     | 愛知          | 1      | 1      | 逃げ       |
| 62   | 2015年（平成27年） | 10月25日 | 浜名湖 | ハイドロ | 守田俊介   | 3721     | 40     | 滋賀          | 1      | 1      | 逃げ       |
| 63   | 2016年（平成28年） | 10月30日 | 福岡   | ハイドロ | 瓜生正義   | 3783     | 40     | 東京          | 1      | 1      | 逃げ       |
| 64   | 2017年（平成29年） | 10月29日 | 平和島 | ハイドロ | 深川真二   | 3623     | 43     | 佐賀          | 6      | 2      | 差し       |
| 65   | 2018年（平成30年） | 10月28日 | 蒲郡   | ハイドロ | 守田俊介   | 3721     | 43     | 滋賀          | 1      | 1      | 逃げ       |
| 66   | 2019年（令和元年） | 10月27日 | 児島   | ハイドロ | 毒島誠     | 4238     | 35     | 群馬          | 1      | 1      | 逃げ       |
| 67   | 2020年（令和2年）  | 10月25日 | 大村   | ハイドロ | 深谷知博   | 4524     | 32     | 静岡          | 1      | 1      | 逃げ       |
| 68   | 2021年（令和3年）  | 10月31日 | 平和島 | ハイドロ | 平本真之   | 4337     | 37     | 愛知          | 1      | 1      | 逃げ       |
| 69   | 2022年（令和4年）  | 10月30日 | 常滑   | ハイドロ | 馬場貴也   | 4262     | 38     | 滋賀          | 2      | 2      | 差し       |
| 70   | 2023年（令和5年）  | 10月29日 | 蒲郡   | ハイドロ | 峰竜太     | 4320     | 38     | 佐賀          | 1      | 1      | 逃げ       |
| 71   | 2024年（令和6年）  | 10月27日 | 戸田   | ハイドロ | 桐生順平   | 4444     | 38     | 埼玉          | 3      | 3      | まくり     |

## 開催予定
- 第72回大会 2025年（令和7年）10月21日 - 26日  ボートレース津[12]
- 第73回大会 2026年（令和8年）10月27日 - 11月1日  ボートレース尼崎[13]